# Alejandro Villanueva
Carlos Alejandro Villanueva Martínez (ur. 4 czerwca 1908 w Limie, zm. 11 kwietnia 1944 tamże) – peruwiański piłkarz, reprezentant kraju, grający na pozycji napastnika.

## Kariera piłkarska
Przez całą swoją karierę, czyli od 1927 do 1943 (w latach 1940–1941 grający trener) związany był z klubem Alianza Lima.

## Kariera reprezentacyjna
Karierę reprezentacyjną rozpoczął w 1927. W 1930 został powołany przez trenera Francisco Bru na MŚ 1930. Wziął też udział w Copa América 1927, Copa América 1935 i Copa América 1937. Uczestnik igrzysk olimpijskich 1936. Karierę reprezentacyjną zakończył w 1937, dla której wystąpił w 11 spotkaniach i strzelił 6 bramek.